# Lindóia do Sul
Lindóia do Sul este un oraș în Santa Catarina (SC), Brazilia.